# Космос-2150
Космос-2150 је један од преко 2400 совјетских вјештачких сателита лансираних у оквиру програма Космос.
Космос-2150 је лансиран са космодрома Плесецк, СССР, 11. јуна 1991. Ракета-носач Космос је поставила сателит у орбиту око планете Земље. Маса сателита при лансирању је износила 900 килограма. Космос-2150 је био комуникациони сателит.